# ちょっぴり年上でも彼女にしてくれますか?
『ちょっぴり年上でも彼女にしてくれますか？』は、望公太による日本のライトノベル作品。イラストはななせめるちが担当。GA文庫（SBクリエイティブ）より2018年5月から2020年6月まで刊行された。
メディアミックスとして、浦稀えんや作画によるコミカライズ版がスクウェア・エニックスの漫画アプリ『マンガUP!』にて2019年1月13日から2022年11月27日まで配信。2020年12月時点でシリーズ累計発行部数は30万部を突破している。

## あらすじ
それまで一目惚れなんか存在しないと思っていた高校生桃田薫と、27歳まで1度も恋愛をしたことがなかったOL織原姫。2人は偶然にも乗車した電車で不思議な出会いを果たす。

## 登場人物

### 主要人物
桃田 薫（ももた かおる）
本作の主人公。硬派な高校1年の男子学生。9月24日生まれ、15歳。身長182センチメートル。O型。愛称は｢モモ｣。好きな食べ物は卵焼き。実家の整骨院の手伝いで体は多少鍛えられてはいるが運動は全般が苦手。
寝坊したことによって、普段通学で乗る電車よりも2本遅い便に乗っていた際に、同じ車両にいた姫の姿に目を奪われており、彼女が痴漢されていることを認識した。そこで様々な葛藤があったものの、偶然にも目が合った姫を見て助けに入っている。
織原 姫（おりはら ひめ）
本作のヒロイン。化粧品会社である｢はるみ生活｣のマーケティング事業本部に勤めるグラマラスな美人OL。役職はチーフ。12月3日生まれ、27歳。身長156センチメートル。B型。好きな食べ物は丼もの。フリック入力が苦手。
久々に友人である雪の自宅でお酒を飲んで泥酔した際に、童顔であることを雪に指摘されて悪ふざけで高校時代に通っていた学生服を着てはしゃいだまま朝まで寝てしまい、起きたときには会社に遅刻しそうになっていた。慌てて自宅に帰ってスーツに着替え直そうと電車に乗るものの、そこで自分が学生服であることに気づいたが仕方なく家まで我慢したが、そこで運悪く痴漢に遭遇して、薫に助けられている。
助けてもらったお礼がしたくて、連絡先を聞いて後日に手作りのお弁当を薫に渡している。

### 主要人物の家族
織原 妃（おりはら きさき）
姫の実姉。11月8日生まれ、34歳。身長160センチメートル。B型。妹に負けず劣らずグラマー。
バツイチであり、夫の浮気で離婚。離婚後は実家で過ごしている。
桃田 楓（ももた かえで）
薫の実姉。大学生。年齢は薫の4つ上。サバサバした性格で薫には化粧で大化けすると言われている。亡き母親の作ってくれていた卵焼きを真似ようと努力していた。
桃田 茂（ももた しげる）
薫と楓の実父。38歳。柔道整復師で桃田整骨院を経営している。薫が店の手伝いを頻繁にするようになって｢ようやく跡取りの自覚が出てきた｣と喜んでいる。

### 主要人物の友人
浦野 泉（うらの いずみ）
男子学生。薫の友達で小学校からの腐れ縁。愛称は｢ウラ｣。15歳。身長は158センチメートル。AB型。誕生日は3月17日。
根暗であり、他人を見下した言動をするが小心者。学校では薫とは違うクラスであるものの、恋愛相談を持ちかけられている。薫とはよくゲームをオンラインプレイしており、なかなかの腕前。
昔は今と違い陽気な性格であり、カナとある少女との間で起きた三角関係がきっかけで現在のような性格になっている。
金尾 遥（かなお はるか）
男子学生。薫と泉とは幼なじみ。16歳。身長は176センチメートル。A型。誕生日は5月20日。好きなものはスナック菓子。愛称は｢カナ｣。
同じ学校の女子の7割の連絡先を知っており、｢すべての女性はお姫様｣と語っている。自分のことをイケメンと言っており、薫に恋愛でのテクニックを伝授したりしている。薫のことを思って、｢織原姫｣という生徒がいないかその学校の女友達に聞いている。
昔は教室の片隅で読書をするような大人しい性格だったが、ウラとある少女との三角関係がきっかけで現在の性格になっている。
白井 雪（しらい ゆき）
黒髪ロングの女性。姫の親友。既婚者。旧姓は井口。大学を卒業してからは銀行員として働いていたが、結婚を機に専業主婦になっている。真華龍（まかろん）という名前の子どもがいる。
姫とは高校時代から親交があって、姫が痴漢被害にあった際に着ていた制服は彼女の物。お酒に酔った勢いで着せている。
指宿 咲（いぶすき さき）
女子学生。秋という名前の幼稚園児の弟がいる。友人の唄の挑発によって、彼氏がいないことに焦りを覚えており薫に告白するもフラれてしまっている。
魚海 唄（うおみ うた）
女子学生。遥の彼女。感情を表に出すことがほぼなく、時には核心に迫る爆弾発言をすることもある。

## 既刊一覧

### 小説
- 望公太（著）/ななせめるち（イラスト）、SBクリエイティブ〈GA文庫〉、既刊6巻（2020年6月12日現在）
  - 『ちょっぴり年上でも彼女にしてくれますか？〜好きになったJKは27でした〜』2018年5月15日発売[7]、ISBN 978-4-7973-9685-0
  - 『ちょっぴり年上でも彼女にしてくれますか？2〜たまらなく愛おしく、とにかく尊い〜』2018年10月15日発売[8]、ISBN 978-4-7973-9869-4
  - 『ちょっぴり年上でも彼女にしてくれますか？3〜時を超える愛〜』2019年3月15日発売[9]、ISBN 978-4-8156-0017-4
  - 『ちょっぴり年上でも彼女にしてくれますか？4〜好きの対義語は大好き〜』2019年8月9日発売[10]、ISBN 978-4-8156-0199-7
  - 『ちょっぴり年上でも彼女にしてくれますか？5〜いくつになってもお姫様〜』2020年2月14日発売[11]、ISBN 978-4-8156-0467-7
  - 『ちょっぴり年上でも彼女にしてくれますか？6〜とびっきりの王子様〜』2020年6月12日発売[12]、ISBN 978-4-8156-0563-6

### 漫画
- 望公太（原作）、ななせめるち（キャラクター原案）、浦稀えんや（漫画） 『ちょっぴり年上でも彼女にしてくれますか？』スクウェア・エニックス〈ガンガンコミックスUP!〉、全8巻
  1. 2019年3月13日発売[13]、ISBN 978-4-7575-6045-1
  2. 2019年8月9日発売[14]、ISBN 978-4-7575-6243-1
  3. 2019年12月12日発売[15]、ISBN 978-4-7575-6425-1
  4. 2020年6月12日発売[16]、ISBN 978-4-7575-6689-7
  5. 2020年12月7日発売[3]、ISBN 978-4-7575-6985-0
  6. 2021年6月7日発売[17]、ISBN 978-4-7575-7289-8
  7. 2022年3月7日発売[18]、ISBN 978-4-7575-7786-2
  8. 2022年12月7日発売[19]、ISBN 978-4-7575-8284-2